# Dymokury
Dymokury jsou obec ležící v okrese Nymburk asi 15 km severně od lázeňského města Poděbrady. Žije zde 908 obyvatel. Katastrální území Dymokur má rozlohu 1465 ha. Součástí obce jsou i vesnice Černá Hora a Svídnice.

## Název
Pověst praví, že tvrz Dymokury založili první ze Slovanů. Dva bratři se rozešli a ohněm v lesích si dávali znamení. Kde první hranici zapálil, vystavěl Kouřim, kde vycházel dým z kůry na hranici druhého bratra, založeny byly Dymokury. 
Ve slovanských jazycích najdeme slovo "dymokur" pouze v sibiřské ruštině, kde se jím označovalo vykuřovadlo nebo oheň, který kouří hustým dýmem. Od tohoto slova je také pravděpodobně odvozeno jméno městečka. V archivních pramenech lze najít svědectví že se, zejména v Polabí, kde bylo vedle hlavního toku i mnoho vedlejších ramen, pálily "dymokury" na ochranu proti hmyzu.

## Historie
První písemná zmínka o obci pochází z roku 1249, kdy se jako dvořan krále Václava I. připomíná Soběslav z Dymokur (píše se Sobezlaus de Dimocur), který statek držel v zástavě. Roku 1290 koupil statek od krále klášter cisterciáků v Sedlci, rozdělil jej a rozprodal. Roku 1614 zdědil Dymokury Jan Smiřický ze Smiřic a dal přestavět středověkou tvrz na renesanční zámek. Po jeho smrti do roku 1621 zde hospodařila Markéta Salomena Smiřická z Dymokur, která pro víru uprchla do exilu a statek v pobělohorských konfiskacích získal Albrecht z Valdštejna.
Z dalších majitelů byl významný rod Lamboyů, kteří kolem roku 1660 dostavěli západní křídlo zámku a roku 1673 panství se zámkem, pivovarem, 13 dvorci a 5 mlýny prodali hraběti Ludvíku Colloredovi z Wallsee na Opočně. Ten dal roku 1688 přistavět ještě dvě křídla zámku a hodinovou věž. Roku 1693 až 1738 přešel statek sňatkem na knížete Leopolda Viléma z Montecuccoli, který dal roku 1723 adaptovat zámeckou kapli Sedmibolestné Panny Marie a roku 1725 kostel Zvěstování Panny Marie. František Colloredo dal zřídit sirotčinec a rozšířit školu. Colloredové vládli do roku 1815,[zdroj?] kdy sňatkem přešlo na hraběte Bedřicha z Cavriani,[zdroj?] a to až do roku 1833, kdy opět sňatkem velkostatek získali Černínové z Chudenic.
Poštovní úřad v Dymokurech byl založen v letech 1868–1869. O rozvoj zemědělského podnikání, sladovnu a pivovar se zasloužil zejména Děpold I. Černín. K cukrovaru, který je nyní v havarijním stavu, nechal v roce 1903 vybudovat úzkorozchodnou dráhu o rozchodu 600 mm určenou ke svážení řepy ke zpracování. V době největší slávy byla délka kolejí téměř 28 kilometrů a spojovala okolní obce. Dodnes jsou její stopy patrné v lesních úsecích, zarostlé náspy v polích tvoří meze a poskytují úkryt mnoha živočichům. Trať byla zrušena v 50. letech 20. století a jediný zachovalý dřevěný vůz se nachází v železničním muzeu v Lužné u Rakovníka.
Stejně jako mnoho jiných podniků, ani cukrovar nepřežil přechod na tržní ekonomiku a společně s pivovarem skončil začátkem 90. let. Zámek po roce 1989 restituoval Rudolf Theobald Czernin.

### Územněsprávní začlenění
Dějiny územněsprávního začleňování zahrnují období od roku 1850 do současnosti. V chronologickém přehledu je uvedena územně administrativní příslušnost obce v roce, kdy ke změně došlo:
- 1850 země česká, kraj Jičín, politický okres Poděbrady, soudní okres Městec Králové[8]
- 1855 země česká, kraj Jičín, soudní okres Městec Králové
- 1868 země česká, politický okres Poděbrady, soudní okres Městec Králové
- 1939 země česká, Oberlandrat Kolín, politický okres Poděbrady, soudní okres Městec Králové[9]
- 1942 země česká, Oberlandrat Hradec Králové, politický okres Nymburk, soudní okres Městec Králové[10]
- 1945 země česká, správní okres Poděbrady, soudní okres Městec Králové[11]
- 1949 Pražský kraj, okres Poděbrady[12]
- 1960 Středočeský kraj, okres Nymburk
- 2003 Středočeský kraj, okres Nymburk, obec s rozšířenou působností Poděbrady

### Rok 1932
V obci Dymokury (1461 obyvatel, poštovní úřad, telegrafní úřad, četnická stanice, katol. kostel) byly v roce 1932 evidovány tyto živnosti a obchody: lékař, autodoprava, bednář, výroba cementového zboží, cihelna, cukrář, cukrovar Děpolda Czernína, 2 obchody s dobytkem, drogerie, holič, 5 hostinců, jednatelství, hotel, 2 koláři, kovář, 3 krejčí, obchod s kůžemi, malíř pokojů, mlékárna Dymokury, mlýn Děpolda Czernína, obchod s obuví Baťa, 3 obuvníci, 3 pekaři, pivovar, 2 pokrývači, porodní asistentka, 3 řezníci, sedlář, 7 obchodů se smíšeným zbožím, Občanská záložna v Dymokurech, stavební družstvo, výroba obuvnických svršků, 3 výroby syrečků, šrotovník, 3 švadleny, 3 trafiky, trhovec, 3 truhláři, 3 obchody s uhlím, velkostatek Děpold Czernin, 3 zahradnictví, zámečník, zednický mistr.
V obci Svídnice (254 obyvatel, samostatná obec se později stala součástí Dymokur) byly v roce 1932 evidovány tyto živnosti a obchody: 2 hostince, kolář, kovář, řezník, obchod se smíšeným zbožím, spořitelní a záložní spolek pro Svídnici, 2 trafiky.

## Obecní symboly
Blason znaku:
V zeleném štítě stříbrný vlnitý klín, v něm vztyčená červená svídová větev se třemi zelenými listy (1, 2), dole černé návrší se stříbrnou růží s černým semeníkem.
Blason vlajky:
Zelený list s bílým vlnitým klínem, vycházejícím z horního okraje listu, překrytý na dolním okraji listu černým návrším vysokým třetinu šířky listu. V klínu vztyčená červená svídová větev se třemi zelenými listy (1, 2). V návrší bílá růže s černým semeníkem. Poměr šířky k délce listu je 2 : 3.
Stříbrný nebo bílý vlnitý klín ve znaku a vlajce evokuje kouř = Dymokury. Figura větve svídy odkazuje ke jménu vsi Svídnice. Černé návrší se stříbrnou / bílou růží s černým semeníkem značí Černou Horu. Oba obecní symboly jsou proto takzvanými mluvícími znameními.

## Pamětihodnosti

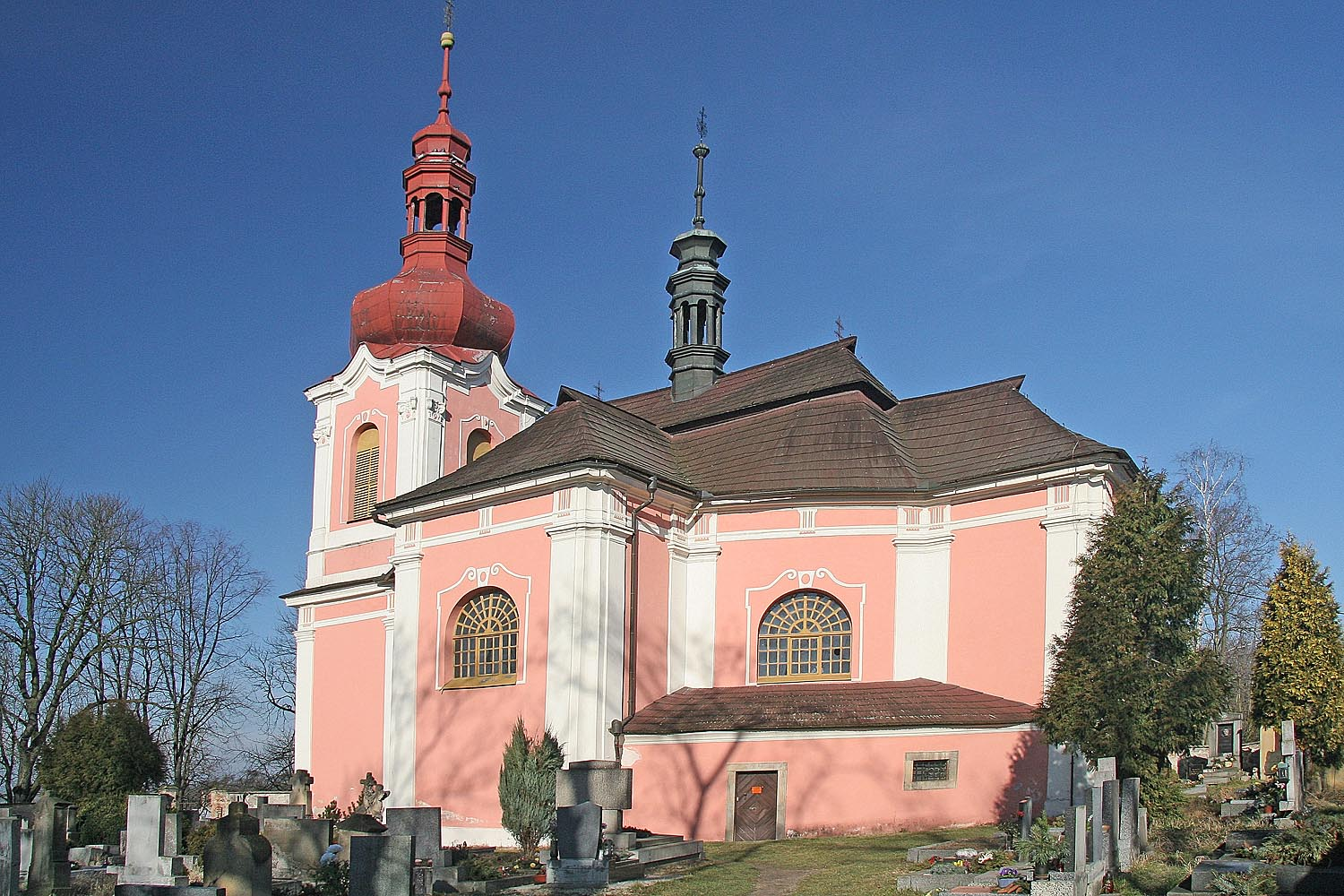
Barokní kostel Zvěstování Panny Marie

- Barokní kostel Zvěstování Panny Marie z roku 1725, obklopuje ho hřbitov. Jižně od kostela se nachází rodinný hřbitov Czerninů.
- Nepřístupný barokní zámek z roku 1688 v soukromém vlastnictví rodiny Czerninů
- Socha svatého Jana Nepomuckého
- Jakubský mlýn
- Kamenný kříž

## Pověsti
Obrozenecký básník Karel Sudimír Šnajdr (1766–1831) pracoval v Dymokurech jako vrchnostenský justiciár a ve své nejznámější baladě Jan za chrta dán zpracoval příběh, později převyprávěný Václavem Klimentem Klicperou. Podle textu básně se měl příběh odehrát v Kozojedech v okrese Jičín.
Rytíři se zaběhne jeho oblíbený chrt. Rytíř chrta hledá a potká čarodějnici, která mu slíbí, že mu chrta vrátí, když jí za to věnuje svého sluhu Jana, aby se mohla koupat v jeho krvi. Rytíř se zdráhá, ale nakonec svolí. Provedou výměnu a rytíř dostane zpět svého chrta. Chrt však za několik dní zemře. Rytíř je stíhán výčitkami svědomí, a jako pokání nechá pro obec ulít krásný zvon. Zvon však místo zvonění volá: "Jan! Jan, za chrta dán!“ Rytíři to způsobuje veliká muka a nakonec spáchá sebevraždu.

## Osobnosti
- Josef Quido Lexa (1891–1925), český učitel a hudební skladatel
- Quido Lexa (1895–1980), český malíř

## Folklórní hudba
Dymokury se vyskytují v lidových písních Miloval pan Franc Marjánku v Dymokurách (živá) a Rebelovali sedláci v Dymokurách (zádumčivá; odkaz na rebelii z roku 1775).

## Odkaz v umění a filmu
Jára Cimrman (fiktivní postava) zde během 1. světové války napsal divadelní hru České nebe. 
Medvědi ze seriálu Pojďte pane, budeme si hrát v prvním díle zmiňují, že přes obec je třeba projet při cestě z Kolína do Kopidlna.

## Doprava
Dopravní síť

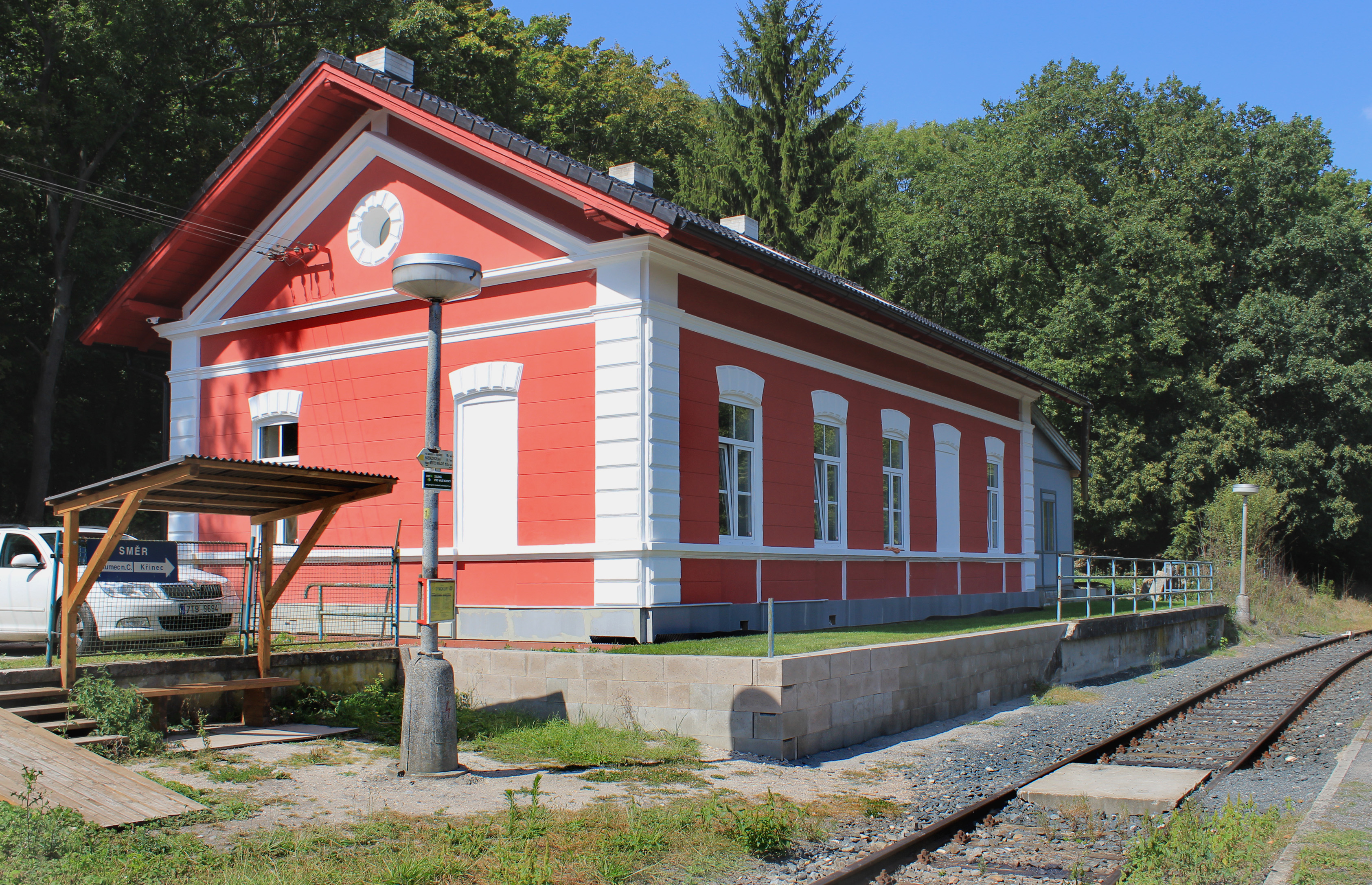
Nádraží

- Pozemní komunikace – Okolo obce prochází silnice I/32 Libice nad Cidlinou - Kopidlno - Jičín, v obci končí silnice II/275 Brodce - Luštěnice - Křinec - Dymokury.

- Železnice – Obcí je vedena železniční Trať 062 Chlumec nad Cidlinou - Městec Králové - Dymokury - Křinec. Jedná se o jednokolejnou regionální trať, osobní doprava byla v úseku trati mezi Městcem Králové a Křincem zahájena roku 1882 a ukončena roku 2022. Na území obce leží železniční zastávky Svídnice a Dymokury.

Veřejná doprava 2011
- Autobusová doprava – Obcí projížděly autobusové linky Poděbrady-Úmyslovice-Chotěšice (v pracovní dny 3 spoje), Poděbrady-Dymokury (v pracovní dny 4 spoje), Dymokury-Svídnice (v pracovní dny 3 spoje) (dopravce Okresní autobusová doprava Kolín, s. r. o.).

- Železniční doprava – Po trati 062 mezi Městcem Králové a Křincem jezdilo v pracovních dnech 9 párů osobních vlaků, o víkendech 5 párů osobních vlaků.

## Další fotografie

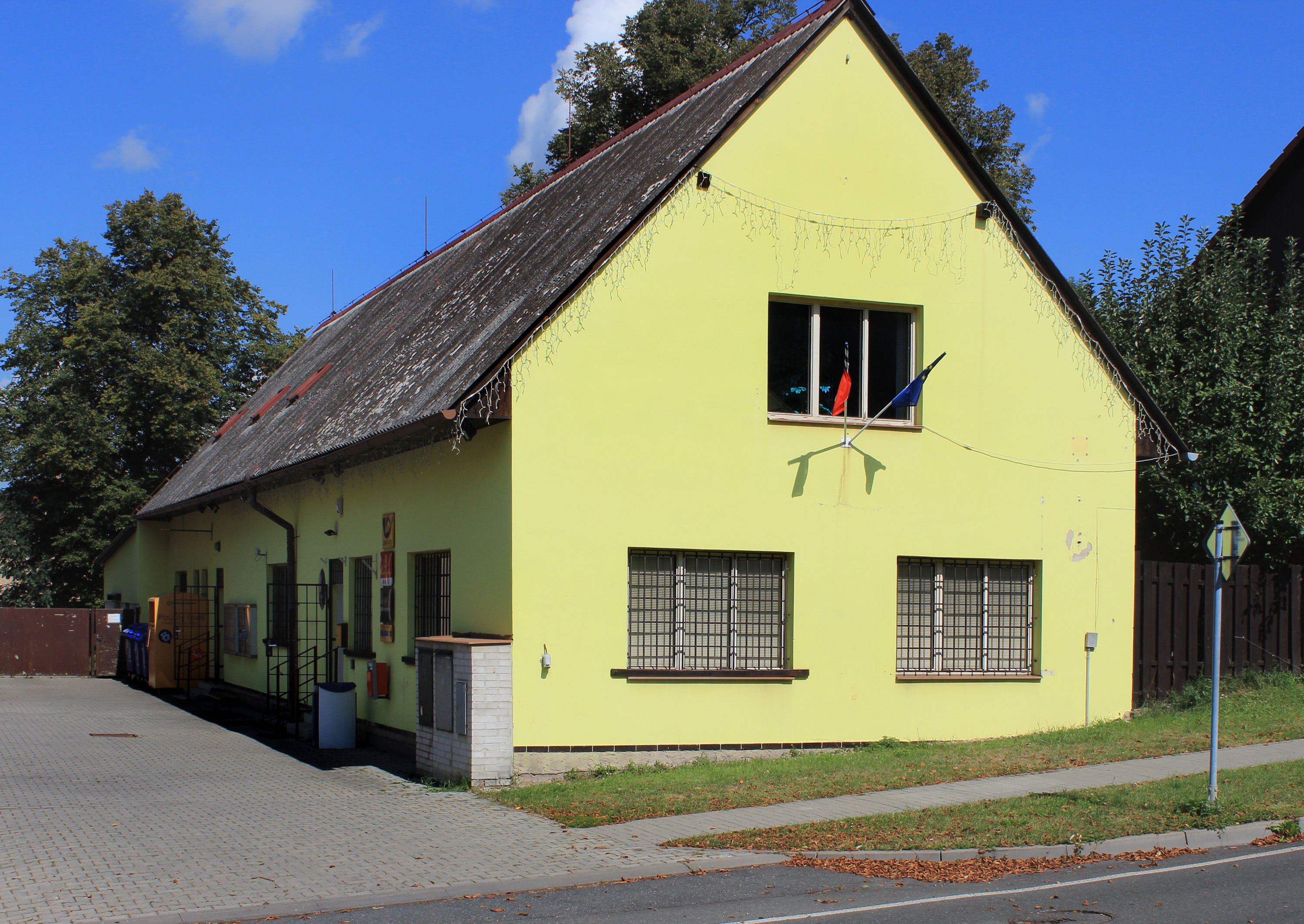
Hlavičkový papír pivovaru. Obecní úřad
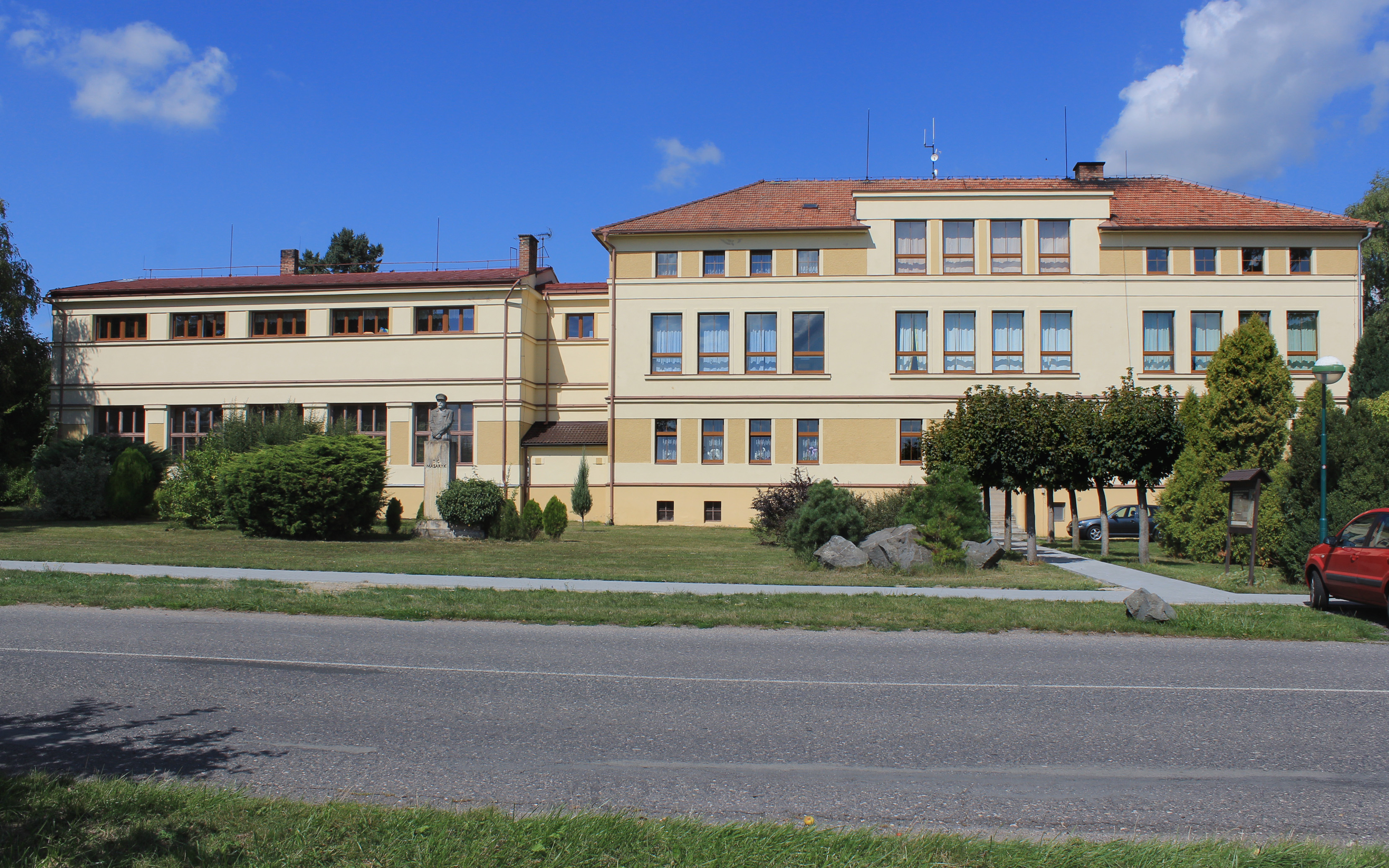
Základní škola T. G. Masaryka
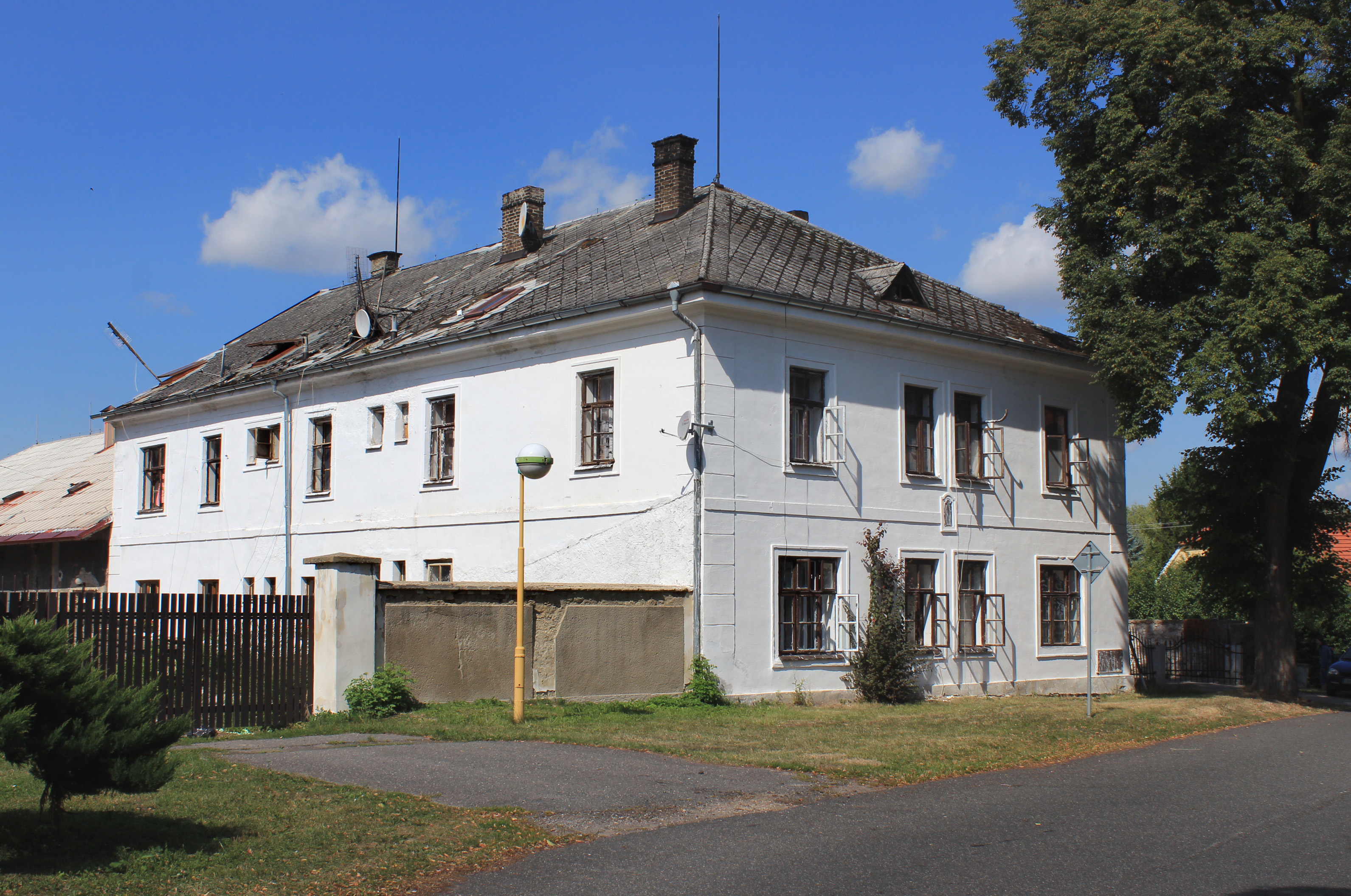
Správní budova bývalého pivovaru
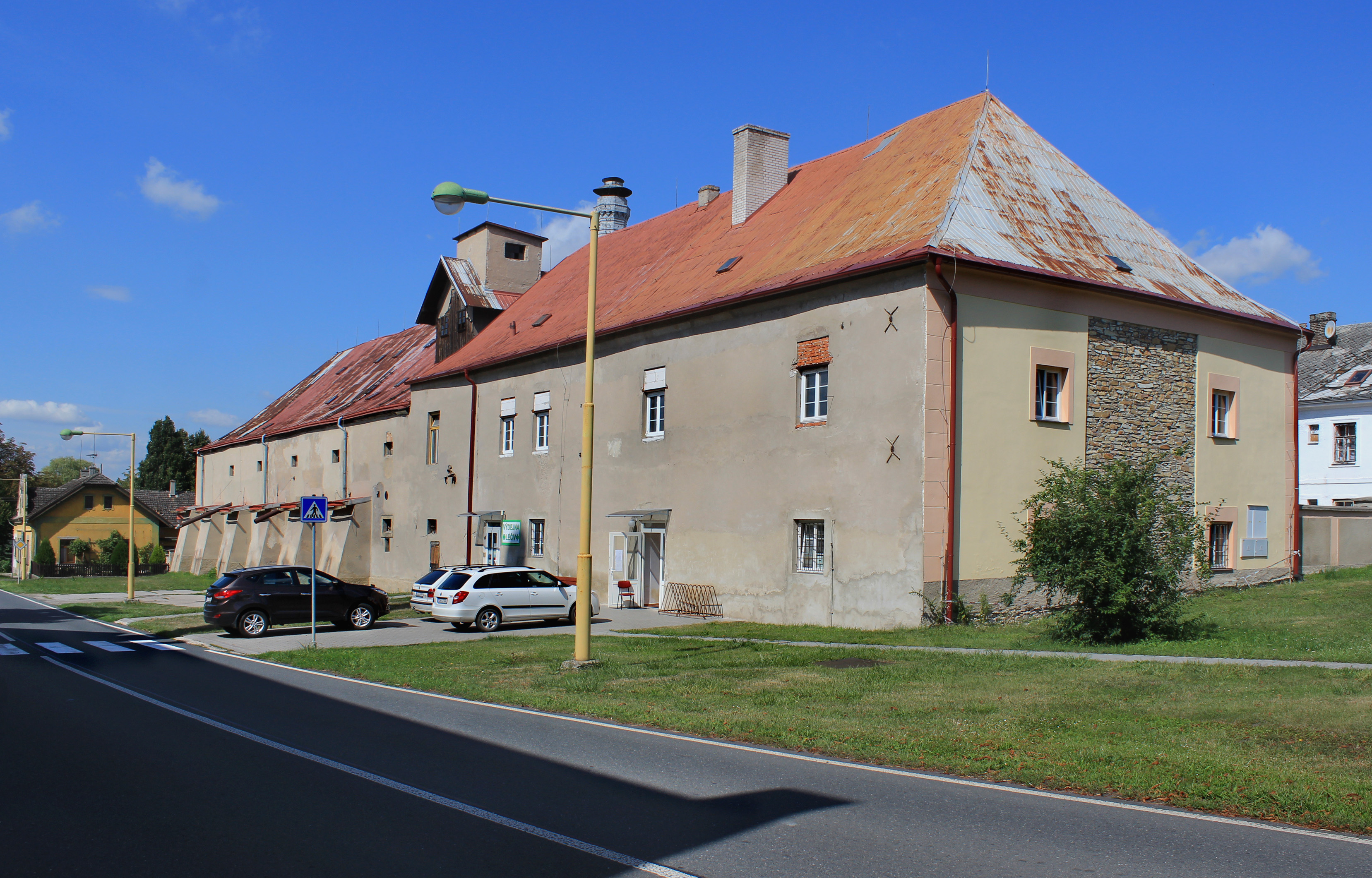
Bývalá sladovna
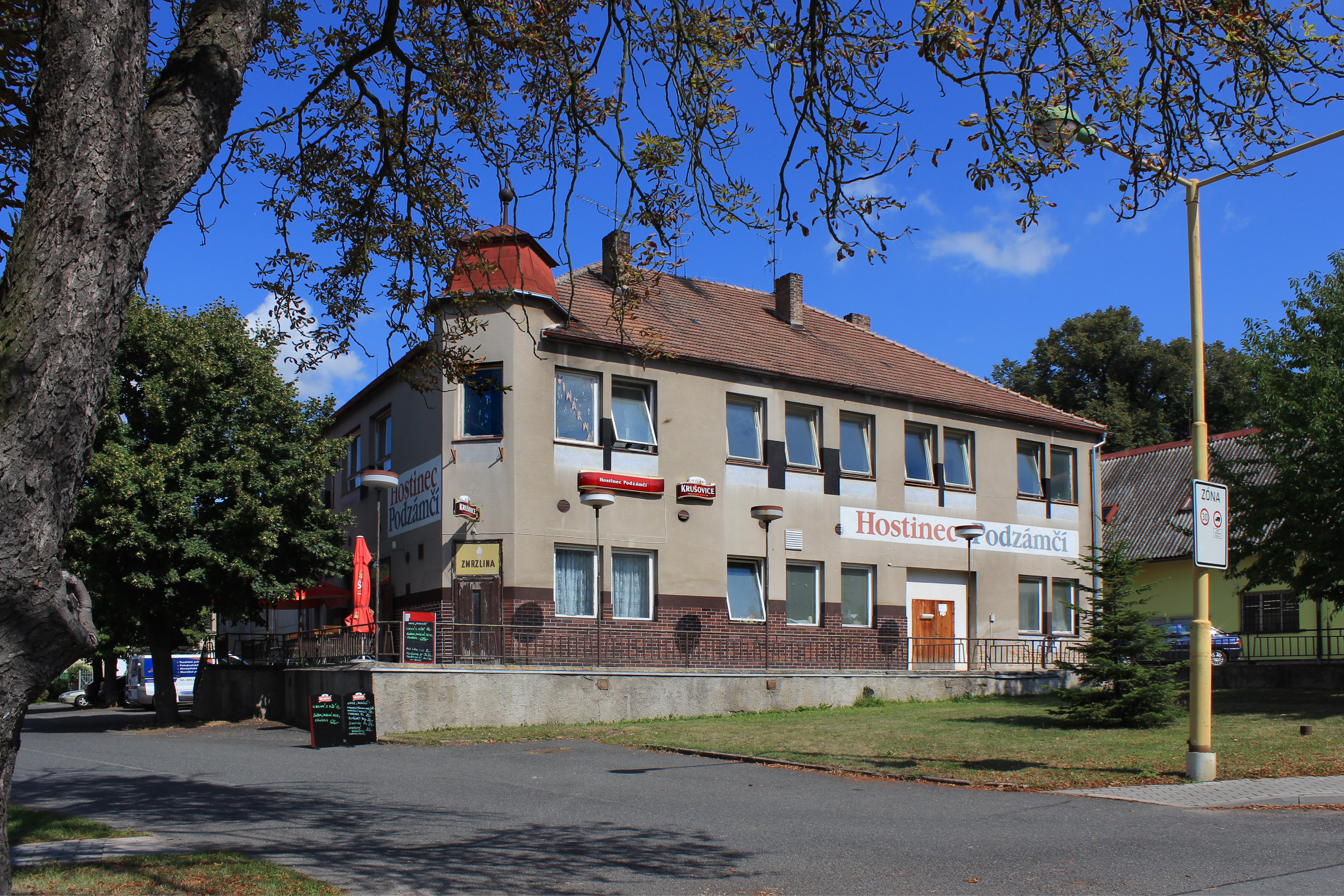
Restaurace v dolní části obce